# 馬查圭區

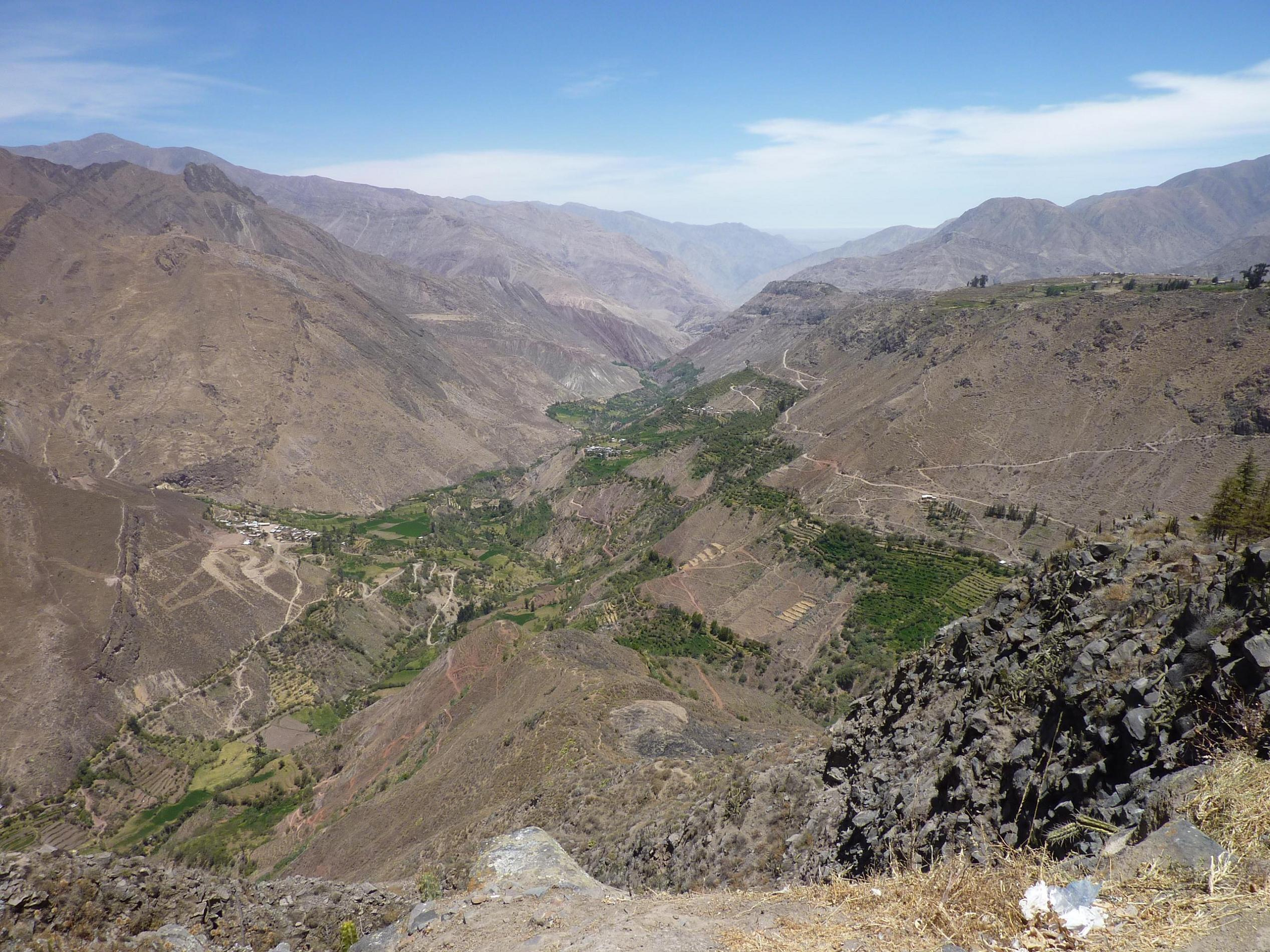

馬查圭區（西班牙語：Distrito de Machaguay），是秘魯的一個區，位於該國南部阿雷基帕大區的卡斯蒂利亞省，始建於1889年11月4日，面積246.89平方公里，海拔高度3,150米，2005年人口967，人口密度每平方公里3.9人。